# Tabanus glaucopis
Espèce
Tabanus glaucopis est une espèce d'insectes diptères brachcères de la famille des Tabanidae (taons).

## Répartition
Cette espèce, présente de l'Asie non tropicale à l'Europe mais absente d'Afrique du Nord Occidentale, est plus fréquente vers le Sud aux altitudes moyennes ou basses. Elle a cependant été observée jusqu'à 2 000 m dans les Pyrénées.
Elle est notamment présente au Royaume-Uni, en Norvège, en France, en Hongrie, et en Serbie.
Elle se rencontre également en Turquie, Dans le Sud de la Russie européenne, dans le Caucase, en Iran et en Sibérie jusqu'en Transbaïkalie.

## Description

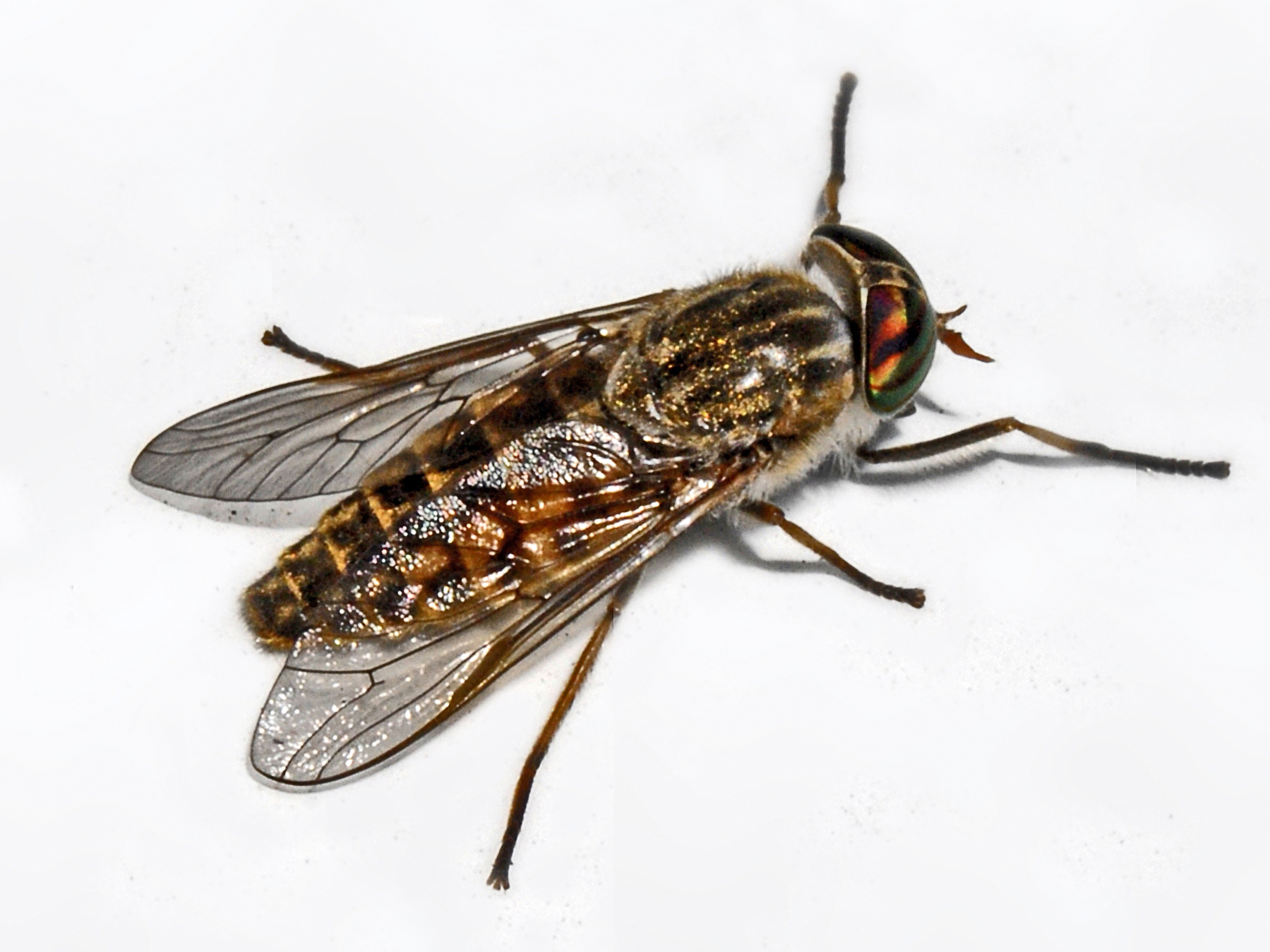
Tabanus glaucopis (Italie)

Tabanus glaucopis mesure environ 18 mm.
Les antennes sont testacées.
Les yeux présentent deux lignes pourpres chez le mâle et trois chez la femelle,.
Le thorax de la femelle présente des bandes grises,.
L'abdomen est conique et brun avec des taches ferrugineuses à reflets grisâtres.
Les fémurs sont gris.

## Taxinomie
Tabanus glaucopis a été décrite par l'entomologiste allemand Johann Wilhelm Meigen en 1820.

### Publication originale
- Meigen, J. W. 1820. Systematische Beschreibung der bekannten europäischen zweiflügeligen Insekten. Zweiter Theil. F.W. Forstmann, Aachen, 363 pages.(Texte intégral - T. glaucopis p. 48)

### Sous-espèces
De 3 à 4 sous-espèces sont répertoriées.
- Tabanus glaucopis glaucopis Meigen, 1820[2]
- Tabanus glaucopis castellana Strobl, 1906[2] - Espèce méditerranéenne (Espagne et Pyrénées-Orientales)[2]
- Tabanus glaucopis cognatus Loew, 1858[11]
- Tabanus glaucopis rubra Muschamp, 1939[11],[2] - Espèce montagnarde endémique de France (Haute-Savoie, Basses-Alpes, Drôme, Pyrénées)[2]

## Biologie
Cette espèce se nourrit du sang des grands mammifères et peut s'attaquer à l'Homme.
Tabanus glaucopis est une espèce diurne dont le maximum d'activité se situe en milieu de journée.